# Mont-Roc
Mont-Roc – miejscowość i gmina we Francji, w regionie Oksytania, w departamencie Tarn.
Według danych na rok 1990 gminę zamieszkiwało 219 osób, a gęstość zaludnienia wynosiła 15 osób/km² (wśród 3020 gmin regionu Midi-Pireneje Mont-Roc plasuje się na 844. miejscu pod względem liczby ludności, natomiast pod względem powierzchni na miejscu 790.).